# ديان ميشكوفيتش
ديان ميشكوفيتش هو لاعب كرة قدم كرواتي في مركز قلب الدفاع، ولد في 27 أكتوبر 1985 في زغرب في كرواتيا. لعب مع نادي زغرب.

## وصلات خارجية
- ديان ميشكوفيتش على موقع اتحاد كرواتيا (الكرواتية)